# Каунасское районное самоуправление
Каунасское районное самоуправление (лит. Kauno rajono savivaldybė, до 1995 — Ка́унасский райо́н) — район в Каунасском уезде Литвы.

## История
31 марта 1962 года к Каунасскому району был присоединён Вилькийский район.

## Население
| 1959    | 1970    | 1996    | 1997    | 1998    | 1999    | 2000    | 2001    | 2002    | 2003    | 2004    | 2005    |
| ------- | ------- | ------- | ------- | ------- | ------- | ------- | ------- | ------- | ------- | ------- | ------- |
| 58 500  | ↗71 900 | ↗77 559 | ↗78 753 | ↗79 920 | ↗80 488 | ↗81 007 | ↗81 373 | ↗81 650 | ↗82 108 | ↗83 167 | ↗83 200 |
| 2006    | 2007    | 2008    | 2009    | 2010    | 2011    | 2012    | 2013    | 2014    | 2015    | 2016    | 2017    |
| ↘83 091 | ↗83 346 | ↗83 946 | ↗85 752 | ↗86 978 | ↘85 922 | ↗86 109 | ↗86 419 | ↗87 138 | ↗88 396 | ↗89 516 | ↗91 073 |
| 2018    | 2019    | 2020    | 2021    | 2022    | 2023    |         |         |         |         |         |         |
| ↗92 644 | ↗95 120 | ↗96 423 | ↘92 400 | ↗95 491 | ↗99 265 |         |         |         |         |         |         |

## Населённые пункты
- 3 города — Эжерелис, Гарлява и Вилькия;
- 10 местечек — Академия, Бабтай, Чекишке, Домейкава, Качергине, Кармелава, Кулаутува, Лапес, Ванджегала и Запишкис;
- 370 деревень.

Численность населения (2001):
- Гарлява — 130 322
- Домейкава — 4 704
- Академия — 4 213
- Раудондварис — 4 092
- Неверонис — 3 083
- Кармелава — 2 886
- Вилькия — 2 338
- Рингаудай — 2 197
- Эжерелис — 2 051
- Шленава — 1 796
- Бабтай — 1 715
- Кулаутува — 1 367
- Мастайчяй — 1 339
- Лапес — 1 038
- Ситкунай — 206

## Административное деление
Район включает 22 староства:
- Академиёс (лит. Akademijos seniūnija; Академия)
- Альшенское (Альшенос, лит. Alšėnų seniūnija, Альшенай)
- Бабтайское (Бабту, лит. Babtų seniūnija, Бабтай)
- Ванджёгальское (Ванджёгалос) (лит. Vandžiogalos seniūnija)
- Вилькийское (Вилькийос) (лит. Vilkijos seniūnija) (Вилькия)
- Вилькийское окрестное (Вилькийос) (лит. Vilkijos apylinkių seniūnija)
- Гарлявское городское (лит. Garliavos seniūnija, Гарлява)
- Гарлявское окрестное (лит. Garliavos apylinkių seniūnija, Гарлява)
- Домейкавское (Домейкавос, лит. Domeikavos seniūnija, Домейкава)
- Запишкское (Запишкю, лит. Zapyškio seniūnija) (Запишкис)
- Качергинское (Качяргинес, лит. Kačerginės seniūnija, Качергине)
- Кармелавское (Кармелавос, лит. Karmėlavos seniūnija, Кармелава)
- Кулаутавское (Кулаутавос, лит. Kulautuvos seniūnija, Кулаутува)
- Лапесское (Лапю, лит. Lapių seniūnija, Лапес)
- Неверонисское (Невероню, лит. Neveronių seniūnija, Неверонис)
- Раудондварское (Раудондварё, лит. Raudondvario seniūnija, Раудондварис)
- Рингаудское (Рингауду, лит. Ringaudų seniūnija, Рингаудай)
- Рокское (Року, лит. Rokų seniūnija, Рокай)
- Самилское (Самилу, лит. Samylų seniūnija, Самилай)
- Тауракемское (Тауракемё, лит. Taurakiemio seniūnija, Пилюона)
- Ужледское (Ужледжю) (лит. Užliedžių seniūnija),
- Чекишкское (Чекишкес, лит. Čekiškės seniūnija, Чекишке)
- Эжерельское (Эжерелё, лит. Ežerėlio seniūnija, Эжерелис)